# Гроссман, Джин
Джин Гроссман (англ. Gene Grossman род. 11 декабря 1955, Нью-Йорк) — американский экономист, профессор международной экономики Принстонского университета.

## Биография
Профессиональное образование получил в Йельском университете (1976, бакалавр) и Массачусетском технологическом институте (1980, доктор).
С 1980 года преподает в Принстонском университете (c 1985 года – профессор). Премия Бернарда Хармса (2012).

## Публикации
- Grossman G., Krueger A. (1991). "Environmental impacts of a North American Free Trade Agreement". National Bureau of Economic Research Working Paper 3914, NBER. Cambridge MA.
- Grossman G., Helpman E. Innovation and growth in the global economy (англ.). — Cambridge, Massachusetts: MIT Press, 1993. — ISBN 9780262570978.
- Grossman G., Helpman E. Special interest politics (неопр.). — Cambridge, Massachusetts: MIT Press, 2002. — ISBN 9780262571678.